# 尖粉蝶
尖粉蝶（學名：Appias albina semperi），又名尖翅粉蝶、川上白蝶、白翅尖粉蝶、尖翅尖粉蝶。

## 描述
雄蝶頭部具毛，為白色混褐色，觸角黑褐色並帶白色橫帶，口器黑褐色，下唇鬚白褐相間，腹面有毛。胸背為褐色覆鉛白毛，腹面白色帶黃色調。腹部黑褐色，覆白鱗。
前翅長20-31 mm，呈尖三角形，邊緣筆直，背面白色略具光澤，翅端有黑邊；腹面後翅與外緣帶黃色。雌蝶前翅較鈍，翅緣有黑斑，腹面具黑褐色斑紋，底色為白或黃。

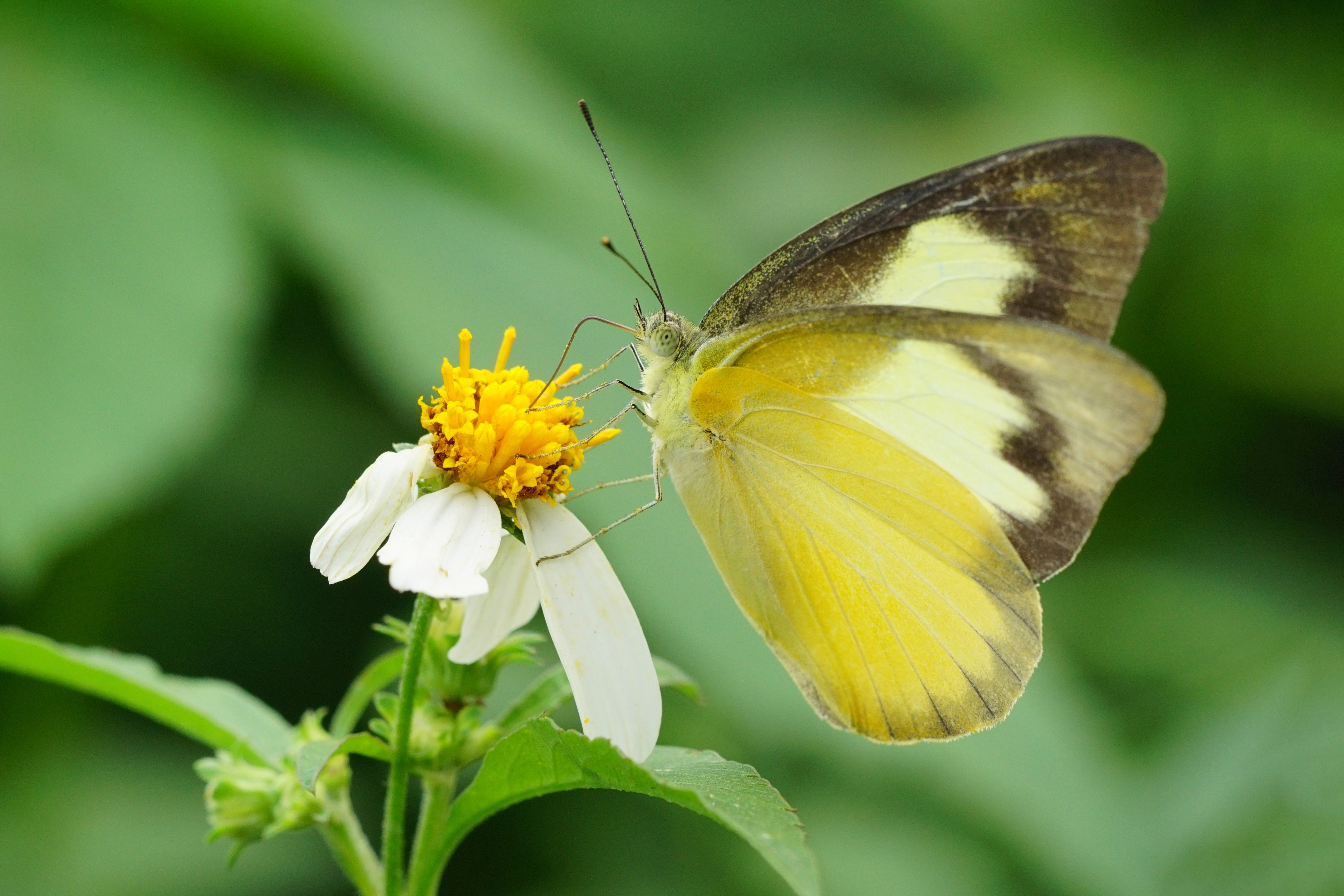
黃色型雌蝶

## 分佈
臺灣有二亞種，亞種 semperi 主要分布於臺灣南部低地及綠島、蘭嶼；亞種 ssp. darada 近年出現在金門，是否已形成穩定族群仍有待觀察。

## 棲地
原棲息於海岸林，一年多代，成蝶常在海岸樹林邊緣及樹冠快速飛翔，喜訪花，雄蝶喜群聚濕地吸水。幼蟲專食大戟科鐵色，近年因鐵色種植增加，分布逐漸擴展。